# Салам, Саиб
Саиб Салам (араб. صائب سلام,‎; 17 января 1905, Бейрут, Османская империя — 21 января 2000, Бейрут, Ливан) — ливанский государственный деятель, премьер-министр Ливана (1952, 1953, 1960—1961 и 1970—1973).

## Биография
Родился в семье Салима Салама, главы влиятельного суннитского рода, отец будущего ливанского премьера принимал активное участие в политической жизни во времена нахождения страны в составе Османской империи и во время французского мандата Лиги Наций.
Впервые проявил себя в политике в 1941 году во время активных протестов против французских и британских мандатов над Ливаном и Палестиной.
- 1943 г. — избран в Национальное собрание от Бейрута,
- 1946 г. — назначен министром внутренних дел,
- сентябрь 1952 г. — премьер-министр Ливана, вследствие волны демонстраций протеста и забастовок, связанных с политическим кризисом после убийства премьера Риада ас-Сольха, находился у власти всего четыре дня,
- май-август 1953 гг. — премьер-министр Ливана.

В 1956 году был назначен министром нефти, на этом посту поддерживал идею создания совместного трансарабского трубопровода с Саудовской Аравией и Ираком. Поддержка со стороны президента Ливана Камиля Шамуна британо-французского и израильского вторжения в Египет во время Суэцкого кризиса заставило его принять участие в акциях протеста, в ходе одной из которых он был ранен. Находясь в больнице, он был помещен под арест, а после того как объявил пятидневную голодовку был отправлен в отставку. На парламентских выборах в 1957 году политик вместе в рядом других видных представителей оппозиционных сил потерял место в парламенте. Они обвинили президента в подтасовке голосов и после пятимесячного восстания Шамун был вынужден подать в отставку в том числе под давлением американского эмиссара Роберта Мёрфи.
- 1960—1961 гг. — премьер-министр Ливана. Ушёл в отставку из-за несогласия с решением президента Шехаба предоставить дополнительные полномочия полиции. Находился в оппозиции к Шехабу и его преемнику, Шарлю Элу, обвиняя их в стремлении превратить Ливан а «полицейское государство». На волне неприятия политики «шехабизма» в 1970 году участвовал в формировании парламентской коалиции, при помощи которой Сулейман Франжье на выборах главы государства на один голос опередил кандидата от «шехабистов» Ильяса Саркиса,
- 1970—1973 гг. — премьер-министр Ливана. Ушёл в отставку из-за несогласия с нежеланием президента Франжье отправить в отставку генерала Искандара Ганема, не сумевшего предотвратить вторжение Израиля. Другой причиной отставки стали возражения Саиба Салама против назначения министром почты, телеграфа и телекоммуникаций сына президента Тони Франжье[1].

Находясь в отставке, сохранил политическое влияние. После израильского вторжения 1982 года был посредником в переговорах между посланниками США Филипом Хабибом и представителями ООП, в ходе которых организации была предоставлена возможность покинуть Ливан. После убийства Башира Жмайеля убедил депутатов-мусульман поддержать на пост президента его брата Амина.
В 1985 году после двух покушений на его жизнь эмигрировал в швейцарскую Женеву. Причиной этих событий стали его заявления в ходе мирных конференций в Женеве и Лозанне (1984), вызвавшие возмущение у Сирии и мусульманских боевиков в Ливане. Оставаясь в эмиграции, он сыграл ключевую роль в переговорах, которые привели к заключению Таифского соглашения (1989) и в конечном итоге приведших к концу гражданской войны в Ливане.
В 1994 году вернулся в Ливан.
В 1957—1982 годах возглавлял Макассед, благотворительную организацию в области образования и здравоохранения.

## Факты
- Саиб Салам был одним из долгожителей среди бывших глав государств и правительств мира в конце своей жизни.
- Саиб Салам является рекордсменом-долгожителем среди всех президентов и премьер-министров Ливана.